# In the Flat Field
In the Flat Field -En españolː En el campo plano- es el álbum debut de la banda británica de post-punk Bauhaus, lanzado en noviembre de 1980 por 4AD.  Es considerado uno de los primeros álbumes de rock gótico de la historia de la música.
En el 2020 el álbum fue elegido como el 61 mejor disco de 1980 de su lista de los 80 mejores álbumes de ése año, por la revista Rolling Stone.

## Antecedentes
Bauhaus .Bela Lugosi’s Dead, lanzado en agosto de 1979 y considerada la primera canción gótica de la historia.

## Lanzamiento y promoción
El álbum fue lanzado el 3 de noviembre de 1980. Primero fueron lanzados 2 sencillos promocionalesː Dark Entries, en enero de 1980, y Terror Couple Kill Colonel en junio del mismo año. 

## Contenido

### Portada
La foto de cubierta del álbum muestra a un hombre desnudo que sostiene un tubo que se asemeja a un telescopio. A su derecha hay una ventana abierta por donde ingresa la luz que ilumina al hombre desnudo. La foto fue hecha a blanco y negro. Así mismo la foto está flanqueada por un marco negro con el nombre del grupo en letras blancas y mayúsculas.